# Kefersteinia taurina
Kefersteinia taurina är en orkidéart som beskrevs av Heinrich Gustav Reichenbach. Kefersteinia taurina ingår i släktet Kefersteinia och familjen orkidéer. Inga underarter finns listade i Catalogue of Life.